# نهائي الدرع الخيرية 1930
نهائي الدرع الخيرية 1930 هي النسخة السابعة عشر من الدرع الخيرية. لُعبت المباراة بتاريخ 8 أغسطس 1930 على ستامفورد بريدج بين أرسنال وشيفيلد وينزداي. فاز نادي أرسنال باللقب بعد فوزه على شيفيلد وينزداي بنتيجة 2–1.

## خلفية
تأهل أرسنال بصفته بطل كأس الاتحاد الإنجليزي 1929–30، بينما تأهل شيفيلد وينزداي بصفته بطل دوري كرة القدم الإنجليزي 1929–30.

## المباراة
| أرسنال     | 2–1   | شيفيلد وينزداي |
| ---------- | ----- | -------------- |
| هولم · جاك | [ 1 ] | بورغس ركل.)    |